# 개 파보바이러스

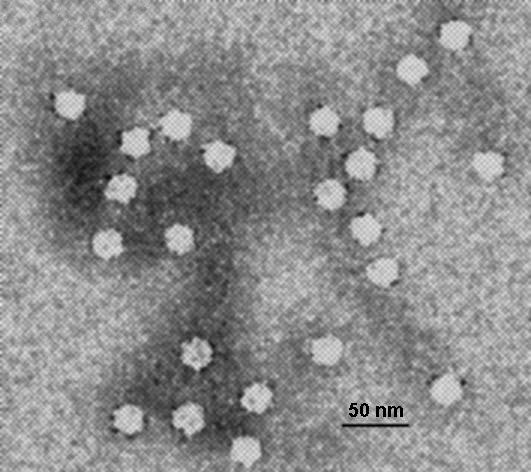
바이러스의 현미경 사진

개 파보바이러스(Canine parvovirus type 2, CPV 또는 CPV2, 흔히 parvo라고 한다.)는 고양이에서 기원하였다고 여겨져 오는 개에서 발생되는 전염성 바이러스이다. 현재까지 고양이 범백혈구 감소증 바이러스가 CPV2로 변이하게 되었다고 여겨진다. 파보바이러스는 매우 전염성이 높으며, 직접적이든 간접적이든 분변, 타액 등을 통해 개에서 개로 전파된다. 예방접종이 이 감염을 막을 수 있으나, 감염된 개체에서 치료하지 않는 경우 치사율은 91%에 이른다. 개 파보바이러스는 다른 포유동물로 전염될 수 있으나 사람으로는 전파되지 않는다.

## 증상
개에서 파보바이러스 감염은 감염후 2-14일사이에 증상을 보이게된다. 증상은 무기력, 구토, 발열, 설사(흔히 혈액성)이다. 일반적으로 감염시 처음 보이는 증상은 무기력이다. 두번째 증상은 식욕상실, 구토를 동반하는 설사이다. 설사와 구토는 체내 전해질 이상을 일으켜 탈수상태에 이르게하고, 이러한점이 개에서 치명적인 역할을 한다. 약해진 면역계로 인해서 이차감염이 발생한다. 정상 장 상피배열이 손상되기 때문에, 혈액과 단백질이 장내로 유리되게되며, 이것은 빈혈, 단백질손실을 일으킨다. 또한 혈액내로 내독소가 유입되기 때문에 내독소혈증이 나타난다. 감염 후기에는 개에서 파보바이러스 감염시 특유의 냄새가 나게된다. 백혈구수치가 떨어지면서 개는 더더욱 약해지게 된다. 이 모든 요인들이 작용해서 쇼크와 폐사로 이어지게 되는 것이다.

## 진단
진단은 분변에서 CPV2를 검출하는 것이며, 이 방법으로 ELISA, 응집반응검사, 전자현미경 검사가 있다. PCR 방법도 사용 가능하고, ELISA에 검출되지 않는 소량의 바이러스를 분변에서 검출하기 위해 사용할 수 있다. 임상적으로 장관감염은 코로나바이러스나 다른 형태의 장염과 혼동될 수 있다. 하지만 파보바이러스는 더 심각한 질환을 초래하고, 증상에 있어서 혈변, 백혈구의 감소, 장상피세포의 괴사 등을 보이는 점은 파보바이러스 감염을 강하게 시사하며, 이것은 예방접종을 하지 않은 개에서 더 명확하게 나타난다. 심장감염형은 증상이 명확하기 때문에 더 쉽게 진단가능하다.

## 치료
생존율은 얼마나 빠르게 진단되는가, 개의 나이, 얼마나 공격적으로 치료하는가에 달려있다. 치료는 심한탈수와, 장관과 골수의 손상으로 인해 병원에서 치료한다. CPV검사는 만약 파보감염이 의심되는경우 생존율을 높이기 위한 초기치료를 위해서 가능한 빨리 행해져야 한다.
치료는 crystalloid나 colloid 수액을 정맥투여하고 maropitant, metoclopramid, dolasetron, ondansetron, prochorperazine 같은 항구토제, cefazolin/enrofloxacin, ampicillin/enrofloxacin, metronidazole, timentin, enrofloxacin같은 광범위 항생제를 투여하는 것이다. 수액은 정맥투여하고, 항구토제, 항생제는 피하, 근육, 정맥으로 투여한다. 수액은 B-complex 비타민, dextrose, potassium chloride등을 적당량 포함하고 전해질 균형을 잘 맞춘 것을 일반적으로 사용한다. 진통제는 빈번한 설사로 인한 소화기계의 불편함을 해소하기 위해 사용한다. 하지만 아편계 진통제는 이차적인 장폐색과 장 움직임 저하등을 유발할 수 있다.
구토와 설사로 인해 유실되는 양만큼 정맥으로 같은양의 수액을 투여한다. 수액의 필요량은 동물의 체중, 체중변화량, 탈수의 정도, 표면적 등을 고려하여 결정한다.
이전에 CPV에 감염되어 회복한 개에서 채혈한 혈액을 수혈하는 것은 수동면역을 얻게 하는데 이용하는 방법이다. 대개는 공혈견을 통하거나, 냉동 혈장을 이용한다. 이 치료에 관련해서 통제연구된바는 없다. 신선동결 혈장과 human albumin의 투여는 심한 경우에서 보이는 많은 양의 단백질 소실을 보충해주며, 적절한 조직 회복에 도움을 준다. 하지만 쉽게 colloid 삼투압을 올릴수 있는 안전한 Hetastarch 같은 약을 사용하는 방법과 서로 논란이 있다.
수액을 지속적으로 공급하면서, 수액량을 점점 줄여나가게 되고, 소화가 잘되는 음식부터 소량 급여하기 시작한다. 2차감염에 저항할 수 있을 정도의 상태와 백혈구수치에 따라서 경구용 항생제를 투약한다. 증상을 빨리 파악하고 CPV검사로 확진이 빠르게 이루어진 경우 증상이 미약하다면, 2-3일정도에 회복되기도 한다. 좀더 진행된 경우, 치료에 따라서 5일에서 2주까지도 치료가 진행되어야한다. 하지만, 병원에서 잘 치료하더라도, 치료와 생존을 보장할 수 없다.

### 일반적이지 않은 치료
oseltamivir(Tamiflu)를 파보감염시 투약한경우 질환의 심감도나 병원 입원기간이 줄어들었다는 검증되지 않은 보고가 있다. 이 약은 소장의 선와세포에 바이러스가 침입하는 것을 막아주고, 장내 미생물의 군락형성과 독소분비를 감소시킬 수 있다. 하지만 파보바이러스의 DNA 복제 양상과 , oseltamivir의 작동기전 때문에, 이 약이 생존율을 높이고 과 병원 입원기간을 줄인다는 증거가 없다. 최근에 baculovirus를 매개체로 형질전환 누에를 이용하여 생산한 재조합 고양이 인터페론 오메가(rFeIFN-ω)가 치료에 효과가 있다고 여러 연구에서 밝혀지고 있다. 하지만 이 치료는 현재 미국에서 승인되지 않았다.
2012년 콜로라도 주립대학교 연구(미출간 연구자료)에서 Zoetis(예전 Pfizer)에서 출시된 maropitant(Cerenia),와 Convenia(장시간 작용하는 항생제)를 사용하여 집중 통원치료로 좋은 결과를 보인다는 보고가 있었다. 이 치료는 외래환자를 기본으로 하며, 가격은 입원환자의 치료비용인 1500불에서 3000불에 비해 200불에서 300불 정도이다.  하지만 더 효과적인 치료방법은 정맥 수액처치이다. 콜로라도 대학의 연구에 의하면 일반적인 치료방법이 생존율이 90%인것과 비교할 때 새로운 치료방법은 85%정도이다. 이 경우는 무작정 주사제만 사용한 것이 아니라, 초기에 수액처치를 받았고, 공격적인 피하 수액투여 치료와 매일 수의사에게 모니터링을 받으면서 행해진 치료임을 염두에 둬야한다. (번역자주: 위의 방법은 2013년 5월 27일 업데이트된 자료에 의하면, 여전히 진행 및 평가중인 방법이다.)

## 역사
CPV2에 의한 질환은 1970년대 후반에 밝혀진 상대적으로 새로운 질병이다. 이 바이러스는 고양이 범백혈구 감소증과 매우 유사하다; 98%가 동일하며, 바이러스 캡시드 단백질인 VP2에서 아미노산 2개가 다르다. 마찬가지로, 밍크장염, 너구리, 여우의 파보바이러스와 유사하다. 일부 야생 육식동물의 고양이 파보바이러스(FPV)와 유사한 밝혀지지 않은 파보바이러스가 변이한 것이 CPV2가 아닐까 추측하고 있다. 고양이 범백혈구 감소증에 대한 예방접종이 어느정도 방어율을 보이더라도, CPV2b(strain FP84)가 일부 고양이에서 질병을 유발한다고 밝혀졌다. 그러나 CPV2는 일반적으로 고양이에서 질환을 유발하지 않으며, 밍크와 너구리에서는 약한 정도의 증상을 보이기 때문에 대부분 개에 영향을 미치는 바이러스이다.
개 파보바이러스의 바이러스 주인 CPV2a와 CPV2b는 각각 1979년과 1984년에 발견되었다. 개 파보바이러스 감염의 대부분은 이 두 바이러스 주에 의해서 일어난다고 생각되지만, 일반적인 검사로는 구별되지는 않는 새로운 바이러스가 최근 밝혀졌다. 3번째 형태는 CPV2c(Glu-426 변이)는 이탈리아, 베트남, 스페인에서 규명하였다.

## 병태생리학
CPV2는 장관감염형과 심장감염형 두가지 형태를 보인다. 강아지는 매우 감수성이 높으나 80%정도의 성견에서는 무증상경과를 보인다. 심한경우, 수액처치가 없다면 48시간에서 72시간내에 폐사한다. 심각하지 않은 경우에는 치사율은 약 10%이다. 로트와일러, 도베르만 핀셔, 핏불테리어, 흑색과 갈색 털을 가지는 특정 품종은 CPV2에 더 감수성을 보일 수 있다. 나이 품종에 따라, 그리고 스트레스가 있는 사육환경, 세균, 기생충, 개 코로나 바이러스 등의 동시감염시에는 병의 위험도를 증가시킨다. 파보바이러스에 감염된 개는 바이러스가 유발하는 탈수에 의해 죽거나, 2차감염에 의해 죽는다.

### 장관감염형
파보바이러스는 CPV2가 있는 분변, 토양, 바이러스를 옮길 수 있는 매개물에 의해서 구강을 통해 감염된다. 섭취하고 나면, 경부의 림프조직에서 바이러스가 복제되고, 혈액내로 퍼지게된다. 이때부터 바이러스는 빠르게 분화하는 세포 즉 림프절, 장의 선와세포, 골수의 세포를 공격한다. 이 결과로 림프절의 림프구는 고갈되게 되며 괴사를 일으키며, 장의 선와세포는 파괴된다. 이후 장내에 정상적으로 존재하는 혐기성 세균이 혈액내로 진입하게 되며, 패혈증을 일으키는 세균혈증이 나타난다. 심한 케이스에서 보이는 흔한 세균은 Clostridium, Campylobacter , Salmonella 등이다. 이경우를 전신염증반응 증후군(SIRS: systemic inflammatory response syndrome)이라 한다. SIRS는 혈액의 과다응고, 내독소혈증, 급성호흡곤란증후군(ARDS: acute respiratory distress syndrome)같은 합병증을 일으킨다. 세균성 심근염 역시 패혈증에 의해 2차적으로 발생한다. CPV에 감염된 개는 장의 한부분이 다른 장과 겹치게 되는 장중첩의 위험성이 크다. 감염후 3-4일이면, 바이러스는 최대 3주까지 동안 분변에 잠복하고, 개는 무증상 보균자 역할을 하고 주기적으로 바이러스를 전파한다. 숙주가 장내 기생충등에 감염되었다면 바이러스는 더 치명적으로 작용하게 된다.

### 심장감염형
이형태는 흔하지 않으며, 강아지가 어미의 자궁내에서 감염되거나, 생후 8주이내에 태어나서 빠르게 감염된 경우 나타난다. 바이러스는 심장 근육을 공격하게 되고, 강아지는 갑자기 죽거나, 폐수종으로 인해 호흡곤란을 일정시간 보이다가 죽는다. 현미경적으로단핵세포 침윤과 관련된 심장근육 괴사가 다수 관찰된다. 과다한 섬유조직 형성(섬유증)은 생존한 개에서 보이는 감염 증거가 된다. 근섬유가 바이러스가 세포내에서 증식하는 부위이다. 이 질환은 장관감염형의 증상을 보일수도 보이지 않을 수도 있다. 그러나 이런 형태는 부모견의 광범위한 접종으로 인해 지금 관찰이 드물게 나타난다.
아주 드물지만, 신생아에서 전신감염으로 이어지는 경우가 있는데, 이때 장관이나 심장보다는 다른 조직, 즉 뇌, 간, 폐, 신장, 부신피질을 공격하고 손상시키며, 바이러스 복제가 일어난다. 혈관조직 역시 심각하게 손상되는 경우가 있는데 이경우 출혈로 이어진다.

### 태아감염
이 감염은 임신한 암컷이 CPV2에 감염될 때 나타난다. 성견은 임상증상이 없거나 미약하게 보이면서 면역성을 가진다. 바이러스는 태반을 통과해 태아에 감염된다. 이 경우 여러 가지 이상을 보일 수 있다. 경증~중등도의 경우에서 소뇌저형성 같은 신경학적 이상을 가지고 태어날 수 있다.

## 바이러스학
CPV2는 외막이 없는 외가닥 DNA 바이러스이다. 이름은 작다라는 의미의 라틴어 parvus에서 유래했으며 직경이 20~26nm 정도밖에 되지 않는다.  정 20면체 대칭구조이다. 유전체는 5000 뉴클레오티드 길이이다. CPV2는 계속 진화를 하며, 숙주범위를 넓히고, canine transferrin receptor같은 수용체 결합을 향상시키는 등의 새로운 바이러스 주가 나타나고 있다. CPV2는 아마도 인플루엔자 A 같은 RNA 바이러스가 잘 보이는 뉴클레오티드 치환율이 높아 빠른 진화율을 보인다. 반면, FPV는 무작위 유전변위를 통해서만 진화를 보인다.
CPV2는 늑대, 여우, 다른 개과동물에 감염가능하다. CPV2a와 CPV2b는 비슷한 증상을 보이는 고양이에서 작은 비율로 분리되지만, 큰 고양이과 동물에서는 고양이 범백혈구 감소증보다 더 흔하게 나타난다.
이전에는 바이러스가 이종감염으로 진행하지 않는다고 생각했다. 그러나 베트남에서 연구에 따르면 CPV2는 고양이과 동물에서 소수의 항원변이와 자연적인 돌연변이가 나타나는 것으로 보인다고 보고하였다. 베트남과 타이완에서 분리된 고양이 파보바이러스(FPV)는 80% 이상이 고양이 범백혈구감소증 바이러스(FPLV)가 아닌 개 파보바이러스 형태였다. CPV2는 개에서보다 고양이에서 더 쉽게 전파되며, 돌연변이도 더 빠르게 진행된다.

### 변종
개 파보바이러스에는 미세 개바이러스(canine minute virus: CPV1)과 CPV2의 형태가 있다. CPV2는 개와 야생 개과에서 심각한 질환을 유발한다. CPV2에는 CPV2a, CPV2b, CPV2c의 변종이 있다. 2a와 2b에는 본래 CPV2와 아주 유사한 항원패턴을 보인다. 하지만 변종 2c는 항원성에서 독특한 패턴을 가진다. 이것은 개에서 예방접종의 효과가 떨어지는 문제를 일으키지만, 연구에 의하면 CPV2b를 기초로한 예방접종은 CPV2c에 대해 적정 수준의 예방효과를 보인다고 한다.

## 예방과 오염제거
이 질환이 굉장히 병독성이며 전염성이기 때문에 예방은 강아지나 성견이 건강한 상태를 유지하는 방법밖에 없다. 적절한 예방접종은 7-8주에 실시하고 적어도 16주령까지 추가접종이 이루어져야한다. 대신 임신견에서는 유산위험과 모견의 질환가능성때문에 접종하지 않는다. 이 바이러스는 매우 척박한 환경에도 강하며, 분변이나 토양같은 유기물질에서 10년이상 살아남는다. 또한 아주 저온, 혹은 고온에서도 살아남을 수 있다. 바이러스는 사멸시키는 가정용 소독제는 표백제이다. 1:10의 비율로 희석한 표백제를 이용하여 소독하고 파보바이러스를 사멸시킨다.
강아지는 일반적으로 모체로부터 받은 수동면역이 종료되는시기에 여러번의 예방접종을 하게 된다. 좀 더 나이가 있는 강아지(16주 혹은 그 이상)에서는 3-4주간격으로 3번이상의 예방접종을 한다. CPV2에 대한 면역기간은 미국의 모든 주요 백신회사에서 시험을 마쳤고, 이 기간은 적어도 3년정도 유지된다고 알려져 있으며, 추가접종은 1년후에 하게 된다.
CPV2감염에서 회복이 되고나서 약 3주까지 전염력을 보이지만, 길게는 6주까지 바이러스 전염력을 보이기도 한다. 바이러스가 외부환경에서 수개월 동안 생존하기 때문에 분변에 의한 환경 오염으로 감염위험이 지속될 수 있다. 개를 키우는 이웃이나 가족에게 자신의 개가 감염되었음을 알리고, 키우는 개가 면역력이 있는지 확인해야한다. 예방접종이 면역력을 보이는 수준에 오르는 시간이 약 2주정도기 때문에, 감염된 개체는 다른 동물이 안전할때까지 격리가 필요하다.
개의 몸 밖으로 배출된 바이러스는 사람(보호자)의 손이나 몸(옷)에 묻어서 다른 곳으로 옮겨질 수 있고 언제든 공기중으로 떠올라 부유하다가 집안 곳곳(벽면, 천장면, 가구표면, 침구류, 의류, 각종 틈새 등등)으로 옮겨지게 된다. 이러한 점들을 감안해보면 사실상 "호흡기 감염"이 되지 않을 뿐이지 공기중으로 바이러스가 옮겨지기 때문에 공기중으로 감염된다고 보아도 무방하다 할 수 있다. 따라서 파보바이러스에 감염된 개가 머물렀던 가정은 집안 전체에 대한 대대적인 소독을 통해 잔존하는 바이러스를 완벽하게 제거하여야만 안전하다.
바이러스의 제거 이유
1. 기존의 개가 침투감염(약한 항체를 뚫고 다시 감염되는 것)을 일으키는 것을 방지하는 목적
2. 새로운 개의 감염방지 목적
3. 일상생활중에도 이웃집 혹은 타인의 개에게 바이러스가 전달되는 것을 방지하는 목적
4. 특정(파보, 코로나, 홍역 등) 바이러스에 감염될만한 개였다면 다른 바이러스 또는 유해세균도 함께 매달려왔을 가능성에 대한 조치 등으로 크게 4가지 부분으로 고려해야 한다.

강아지 파보바이러스 소독
락스와 같은 제품이나 시중에서 판매되고 있는 바이러스 살균제품 등을 사용한다
1. 애견 용품(케이지, 방석, 옷, 장난감, 배변판, 사료 등등)에 대한 소독
2. 가구 및 집기류, 이불, 커튼, 의류 등에 대한 소독
3. 바닥면과 벽면, 천장면을 포함하여 공간 전체에 대한 소독

이 모두 완벽하게 이루어져야만 집안에서 바이러스의 잔존을 막아낼 수 있다. 만일 반려동물 바이러스 소독 전문가가 아니라 일반인이 직접 소독할 경우에는 위의 1번에 대한 사항은 모두 폐기하는 것이 안전하겠으며 아울러 3번의 경우 바닥면을 제외한 벽면과 천장면, 가구틈새 등에 대한 소독에 신경써야 한다.
미립자 형태로 약품을 분무할 수 있는 기구를 구비해서 공기중에 분무하는 방식을 취하면 상당히 효과적이다.